# Симона Косак
Симона Габриела Коссак (на полски: Simona Gabriela Kossak; родена на 30 май 1943 г. в Краков; починала на 15 март 2007 г. в Бялисток, Полша) е биолог, еколог и професор по горски науки. Косак е известна с усилията си да запази останките от естествени екосистеми в Полша. Нейната работа се занимава, наред с други неща, с поведенческата екология на бозайниците. Понякога нарича себе си „зоопсихолог“.
През 1980 г. Научният съвет на Института за изследване на гората присъжда на Коссак докторска степен по науки за горите въз основа на нейната докторска дисертация „Изследване на трофичната ситуация на сърната в местообитанието на свежа смесена иглолистна гора в Беловежката гора“ и през 1991 г. с докторска степен по горски науки и въз основа на нея докторантска дисертация „Екологични и вътрешновидови детерминанти на хранителното поведение на сърна (Capreolus capreolus L.) в горска среда“. През 1997 г. получава научната титла професор по лесовъдство.
Коссак е работила в Института за изследване на бозайниците на Полската академия на науките в Бяловежа и в Института за изследване на горите към Департамента за естествени гори, където е била директор от януари 2003 г. до смъртта си през 2007 г. Тя също е една от създателите на репелера UOZ-1, устройство, което предупреждава дивите животни за преминаващи влакове. През октомври 2000 г. Косак е наградена със Златен кръст за заслуги.
Коссак е известна с безкомпромисните си възгледи и действия за опазване на природата, особено в Беловежката гора, където живее в старата лесничейска къща Dziedzinka повече от 30 години.
Симона Косак почива на 15 март 2007 г. в болница в Бялисток след тежко онкологично заболяване. На 22 март в енорийската църква в Порите е отслужена панихида. Погребана в местното енорийско гробище.